# Ancistrocerus lindemanni
Ancistrocerus lindemanni är en stekelart som beskrevs av Cameron. Ancistrocerus lindemanni ingår i släktet murargetingar, och familjen Eumenidae. Inga underarter finns listade i Catalogue of Life.